# Лажени
Лажени (грч. Μεσονήσι, Месониси) је насеље у Грчкој у општини Лерин, периферија Западна Македонија. Према попису из 2021. било је 166 становника.

## Географија
Лажени се налазе 4 километра источно од Лерина, до саме железничке пруге, на надморској висини од 620 метара. Смештено је између Леринске и Менске реке.

## Историја
У 19. веку Лажени је чисто словенско насеље Леринске казе у Османском царству. Етнографија вилајета Адријанопољ. Монастир и Салоника, штампана у Цариграду 1878. године, која се односи на мушко становништво 1873. године, показује да су Лажени насеље са 80 домаћинства и 200 житеља Словена. Васил Канчов бележи да је 1900. године у Лаженима било 200 Словена хришћана. Према секретару Бугарске егзархије, Димитру Мишеву, 1905. године у Лаженима је било 336 Словена патријаршиста и радила је грчка школа. Према Боривоју Милојевићу, насеље је 1920. године имало 18 кућа Словена хришћана. На попису 1913. године насеље има 489 житеља, 1920. године 131, 1928. године 189, а 1940. године 328 житеља. Иако се налази у непосредној близини Лерина, насеље није настрадало за време Грчког грађанског рата.

### Пописи
| Година       | 1940 | 1951 | 1961 | 1971 | 1981 | 1991 | 2001 | 2011 |
| ------------ | ---- | ---- | ---- | ---- | ---- | ---- | ---- | ---- |
| Становништво | 328  | 336  | 256  | 139  | 276  | 288  | 227  | 198  |

## Привреда
Становништво се претежно бави земљорадњом, узгајањем житарица, дувана, јагода, вишања и јабука.